# Драгутин Јаковљевић
Драгутин Гута Јаковљевић (Београд, 14. јун 1968) југословенски и српски је гитариста, композитор, музички аранжер и продуцент, аудио инжењер и новинар.

## Биографија
Рођен је 14. јуна 1968. године у Београду. Наклоност ка уметности наследио је од оца Владимира Јаковљевића који је био сликар и вајар. Када је имао дванаест година добио је акустичну гитару и посветио се музици. Убрзо након тога, привукао је пажњу тада већ афирмисаних београдских музичара Владе Неговановића, Сафета Петровца, Ненада Новаковића Неце и других, који су му помогли да започне професионалну каријеру.
Године 1989. почео је да уређује рубрику „Ексклузивна школа сола“ у музичком магазину Поп рок. Након две године рада прелази у музичку редакцију ТВ Политика, као музички сарадник и новинар-водитељ. Од 1991. године члан је групе Галија, са којом и данас свира и ради као аранжер и музички продуцент.
Поред каријере у Галији, од 1992. био је запослен на радију Пингвин као музички уредник. Током исте године сарађивао је са групом Викторија и у то време био често ангажован као студијски гитариста.
За време студентских протеста 1994. године учествује у поновном окупљању групе Лаки Пингвини, а наредне године са радија Пингвин прелази на YU радио, где уређује и води ауторску емисију Images and Words. Крајем 1995. године придружује се бенду Васила Хаџиманова, са којим свира у београдском џез клубу Плато.
Од 1996. године почео је да ради као тонски сниматељ у београдском студију О, где је у наредних шест година сарађивао са Сашом Хабићем, Војиславом Аралицом, Сањом Илић, Оливером Јовановићем, Мирком Вукомановићем и другима. Године 1998 оформио је пратећи концертни бенд за Ану Станић који је водио наредних пет година, а такође радио је као певачицин аранжер и продуцент на албуму Три.
Године 2002. покренуо је школу електричне гитара за почетнике. Године 2004. компоновао је и реализовао музику за дечју луткарску представу Мали принц, а крајем године постао главни и одговорни уредник магазина Music. Почетком 2005. године радио је музику за дечју позоришну представу Девојчица са шибицама, током исте године постао је стручни консултант за студијску опрему у компанији Skymusic, а почетком 2006. директор маркетинга те компаније, који је био до 2009. године.
Средином 2008. године, поред рада у Галији, придружује се пратећем бенду певача Сергеја Ћетковића. Највећи допринос у Галији оставио је на албуму Место поред прозора (2010), где је радио као гитариста, аранжер и музички продуцент на свим песмама.
Године 2011. обележио је двадесет година професионалне каријере.